# Nelson (förnamn)
Nelson är ett engelskt förnamn.

## Personer med Nelson som förnamn
- Nelson Mandela (1918–2013), sydafrikansk politiker och statsman
- Nelson Piquet (född 1952), brasiliansk racerförare
- Nelson Philippe (född 1986), fransk racerförare
- Nelson Riddle (1921–1985), amerikansk musiker
- Nelson Rockefeller (1908–1979), amerikansk vicepresident, guvernör för New York, republikan